# Campionat d'Espanya de trial indoor
El Campionat d'Espanya de trial indoor, organitzat per la federació espanyola de motociclisme (RFME, Real Federación Motociclista Española) entre el 2001 i el 2013, fou la màxima competició de trial indoor que es disputà a l'estat espanyol.

## Llista de guanyadors
| Temporada | Campió           | Segon classificat | Tercer classificat |
| --------- | ---------------- | ----------------- | ------------------ |
| 2001      | Marc Colomer     | Adam Raga         | David Cobos        |
| 2002      | Albert Cabestany | Adam Raga         | Marc Freixa        |
| 2003      | Albert Cabestany | Adam Raga         | Jeroni Fajardo     |
| 2004      | Adam Raga        | Marc Freixa       | Jeroni Fajardo     |
| 2005      | Adam Raga        | Toni Bou          | Albert Cabestany   |
| 2006      | Albert Cabestany | Adam Raga         | Toni Bou           |
| 2007      | Adam Raga        | Toni Bou          | Albert Cabestany   |
| 2008      | Albert Cabestany | Adam Raga         | Toni Bou           |
| 2009      | Toni Bou         | Albert Cabestany  | Jeroni Fajardo     |
| 2010      | Toni Bou         | Albert Cabestany  | Adam Raga          |
| 2011      | Toni Bou         | Albert Cabestany  | Adam Raga          |
| 2012      | Toni Bou         | Albert Cabestany  | Jeroni Fajardo     |
| 2013      | Toni Bou         | Albert Cabestany  | Jeroni Fajardo     |

## Estadístiques

### Campions amb més de 3 títols
| Pilot            | Títols |
| ---------------- | ------ |
| Toni Bou         | 5      |
| Albert Cabestany | 4      |

## Llista de guanyadors en categoria Júnior
D'ençà del 2009 i fins al 2011 es convocà també un campionat específic per a participants amb menys experiència, anomenat Copa d'Espanya de trial indoor "Junior Challenge". El 2013 es reprengué de forma efímera el campionat amb el nom de la categoria canviat a CETI 2.
| Temporada | Campió         | Motocicleta |
| --------- | -------------- | ----------- |
| 2009      | Alfredo Gómez  | Montesa     |
| 2010      | Pol Tarrés     | Gas Gas     |
| 2011      | Francesc Moret | Gas Gas     |
| 2012      | -              | -           |
|           | CETI 2         |             |
| 2013      | Pol Tarrés     | Sherco      |